# Pfalzfelder Säule

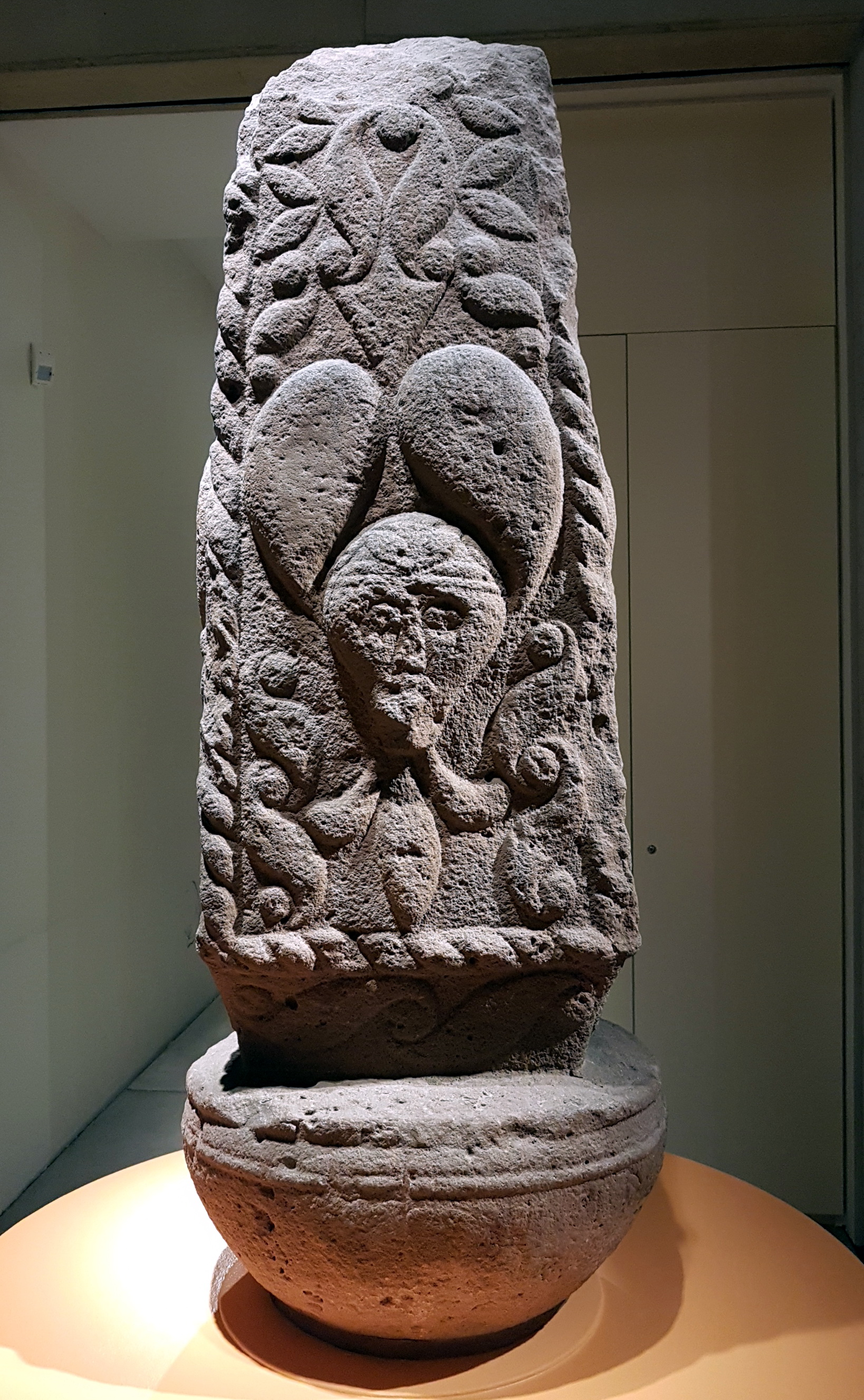
Pfalzfelder Säule im Rheinischen Landesmuseum in Bonn (4. Jh. v. Chr.)

Die Pfalzfelder Säule (auch Flammensäule) ist eine obeliskförmige keltische Stele aus Sandstein, die vermutlich ursprünglich als Kultsäule auf einem Grabhügel stand. Sie wird der Latènezeit zugeordnet und entstand im 4. vorchristlichen Jahrhundert. In der Nähe des Fundortes Pfalzfeld (Hunsrück) sind einige Hügelgräber bekannt, aber eine genaue Zuordnung kann nicht mehr getroffen werden.

## Beschreibung und Einordnung
Erhalten ist nur noch der 1,48 m hohe untere Teil einer ursprünglich vermutlich etwa 3,50 m hohen Stele aus einem mit einem Seilstab umrandeten Sandsteinblock. Im Mittelfeld ist jeweils ein maskenartiger Menschenkopf mit großen Augen zu sehen, der auf der Stirn ein dreifaches Blatt, Augenbrauen und ein Horizontalband trägt sowie einen sogenannten Palmettenbart, bei dem es sich, wie eine ähnliche Statue vom Glauberg vermuten lässt, um den stilisierten Schmuckanhänger eines Halsrings (torques) handeln könnte. Der Kopf wird von zwei blasenförmigen Teilen einer keltischen Blattkrone überragt; vielleicht handelt es sich um Mistelblätter. Die heilige Mistel vermochte alle Krankheiten zu heilen und Unfruchtbarkeit bei Mensch und Tier zu beheben. Sie stärkte also alle Lebens- und Wachstumskräfte. Diese Form der Mistelblätter begegnet auch auf der Henkelfigur der Kanne von Waldalgesheim. Der Kopf nimmt damit eine hervorragende Stellung auf der Säule ein und zeigt die besondere Bedeutung des menschlichen Kopfes bei den Kelten: Der Kopf war für sie der Mittelpunkt des Seins.
Historische Abbildungen und Beschreibungen lassen erkennen, dass die Stele vermutlich am oberen Ende eine weitere (vollplastische und doppelte?) Kopfdarstellung aufwies und auf einem runden Schaft saß.
Die Pfalzfelder Säule hat wohl als Bekrönung eines Hügelgrabes gedient, der ursprüngliche Standort ist aber nicht bekannt. Mit ihren vier verzierten, plastischen Seiten gehört sie zu den wichtigsten Beispielen der frühkeltischen Kunst. Die Zopf-, Spiral- und Maskendarstellungen und die Verbindung von Menschengesicht und Phallusform zeigen Verbindungen zum norditalisch-etruskischen Raum und hatten unheilabwehrenden und schützenden Charakter für den sozial hochstehenden Bestatteten.

## Forschungsgeschichte

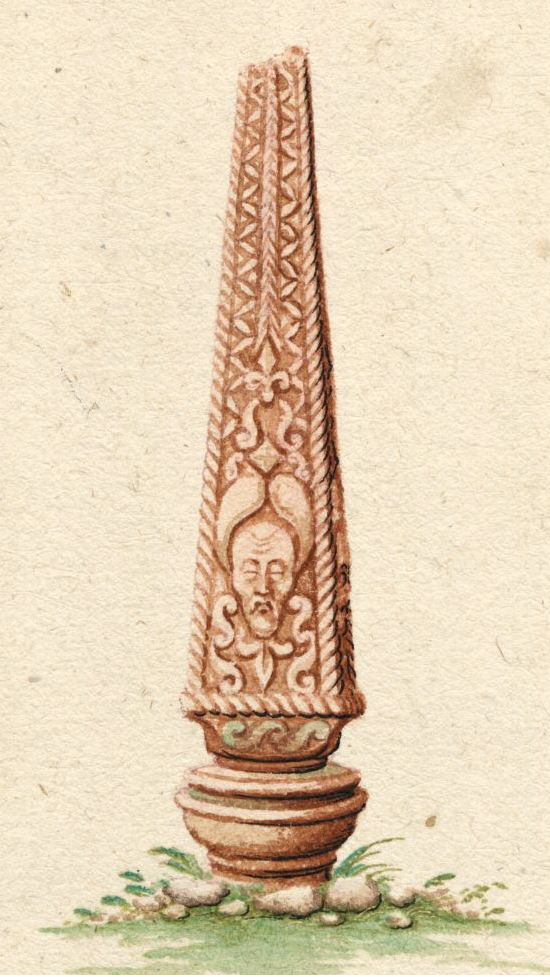
Pfalzfelder Säule um 1609. Ausschnitt aus der Landtafel des Amtes Rheinfels und der Vogtei Pfalzfeld, gezeichnet von Wilhelm Dilich

Die Pfalzfelder Steinstele wurde im Jahr 1608 von Wilhelm Dilich erstmals gezeichnet. Vierzig Jahre später wurde die Stele von dem hessischen Beamten Winkelmann bei einer Visitation auf dem verwilderten Kirchhof von Pfalzfeld, das infolge des Dreißigjährigen Krieges weitgehend entvölkert war, aufgefunden. Im Jahr 1736 ließ der Festungskommandeur General von Kutzleben die Stele auf die Festung Rheinfels bringen, 1845 gelangte sie nach Sankt Goar und 1938 zum heutigen Standort ins Rheinische Landesmuseum Bonn.
Das (moderne) Wappen der Gemeinde Pfalzfeld zeigt, leicht stilisiert, die Stele in ihrer heutigen Form. Im Ortskern von Pfalzfeld, auf dem sog. Backesplatz befindet sich heute ein Abguss der Originalsäule. Im Jahr 2008 wurde außerhalb des Ortes (am alten Bahnhof) eine „Keltische Erlebnis- und Erinnerungsstätte“ eingeweiht, in deren Zentrum eine Rekonstruktion der Säule in ihrem (vermutlichen) Ursprungszustand steht.

## Ähnlichkeiten
Stilistisch steht die Pfalzfelder Säule zum einen der keltischen Statue des Glaubergs (bzw. den vier dort gefundenen Statuen) nahe, zum anderen einem latènezeitlichen Steinkopf, der bei Heidelberg gefunden wurde. In der Literatur wurde der Heidelberger Kopf häufig als mutmaßliche „Bekrönung“ der Pfalzfelder Stele rekonstruiert. Durch die Funde am Glauberg wurde diese Zuordnung jedoch in Frage gestellt. Sie beruht rein auf stilistischen Ähnlichkeiten, eine werkstattliche Untersuchung steht noch aus.

## Bezeichnung der Stele
In der wissenschaftlichen Literatur sind die Bezeichnungen „Pfalzfelder Säule/Stele“ oder „Säule/Stele von Pfalzfeld“ gebräuchlich. Die Bezeichnung „Flammensäule“ war schon im 18. Jahrhundert im Gebrauch.
Auf der Thementafel Nr. 10 am Schinderhannes-Radweg wird die Stele als „Obelisk von Pfalzfeld“ bezeichnet.